# Illiniichthys
Illiniichthys is een geslacht van uitgestorven straalvinnige beenvissen, die behoorden tot de Actinopterygii en leefden tijdens het Laat-Moscovien van het Pennsylvanien.